# Голубев, Александр Владимирович
 Алекса́ндр Влади́мирович Го́лубев  (30 ноября 1954, Курск, РСФСР, СССР — 5 октября 2021, Одинцово, Московская область, Россия) — советский и российский историк и писатель
. Кандидат исторических наук, доцент. Руководитель Центра по изучению отечественной культуры Института российской истории РАН, член Союза писателей России.

## Биография
В 1976 году окончил исторический факультет Орловского государственного педагогического института, получил специальность учителя истории, обществоведения, английского языка. В 1978 году поступил в очную аспирантуру исторического факультета МГУ (кафедра истории СССР периода социализма).
В 1983—1991 годах — ассистент, старший преподаватель, доцент кафедры истории исторического факультета Орловского государственного педагогического института. В 1985 году защитил кандидатскую диссертацию «Советско-английские отношения в 1979—1983 гг.», в 1990 году получил учёное звание доцента.
С февраля 1991 года — старший научный сотрудник Института истории СССР, ныне — Института российской истории РАН, с декабря 2007 — ведущий научный сотрудник ИРИ РАН. С 1998 года — руководитель Центра по изучению отечественной культуры ИРИ РАН.
Руководитель проблемной группы по изучению истории международных культурных связей России, член Научного совета РАН «История международных отношений и внешней политики России». Автор и ответственный редактор ряда монографий, коллективных изданий и учебных пособий.
Сфера научных интересов — политическая история России, история внешней политики, история культуры, история менталитета, имагология.
С 1994 года руководил научным семинаром «Россия и мир: история взаимовосприятия». Ежегодно проводил «круглые столы» по этой теме, является ответственным редактором коллективных работ, подготовленных по итогам работы семинара (вышло 10 сборников статей, 1996—2017, и коллективная монография, 1998).
В 2004 году выпустил книгу стихов и поэм «Август», за которую в 2006 году был удостоен звания лауреата Восьмой Артиады народов России.
Был женат на Марии Михайловне Кудюкиной (15.06.1956 — 16.06.2021), историке, специалисте по аграрной истории России 1920-х — 1930-х гг.
Скончался А. В. Голубев 5 октября 2021 года.
В последнем интервью, опубликованном посмертно, рассуждал о «плюсах» и «минусах» Брежневского времени, когда он сформировался сам как личность и как учёный.

## Основные публикации

### Монографии
- Россия и Запад. Формирование внешнеполитических стереотипов в сознании российского общества первой половины XX века. М.: ИРИ РАН, 1998. 336 с. (отв. ред.; в соавт.)
- «Взгляд на землю обетованную»: из истории советской культурной дипломатии. М., 2004. 274 с.
- «Если мир обрушится на нашу Республику»: Советское общество и внешняя угроза в 1920-е — 1940-е годы. М.: Кучково поле, 2008. 384 с.
- Образ союзника в сознании российского общества в контексте мировых войн. М.: Новый хронограф, 2012. 392 с. (в соавт. с О. С. Поршневой)
- Формирование образа Советской России в окружающем мире средствами культурной дипломатии, 1920-е — первая половина 1940-х гг. М.: ИРИ РАН: Центр гуманитарных инициатив, 2016. 238 с. (в соавт. с В. А. Невежиным).
- «Подлинный лик заграницы»: Образ внешнего мира в советской политической карикатуре, 1922—1941 гг. // М.: ИРИ РАН: Центр гуманитарных инициатив, 2018. 282 с.: ил.

### Главы и разделы в книгах
- Развитие культуры // История Москвы с древнейших времен до наших дней. Т.3. XX век. Москва, Мосгорархив,2000. С. 192—224. (В соавторстве)
- Москва и мир. История международных связей российской столицы. М.: Русская книга, 2005. 384 с. (в соавторстве)
- Органы строительного контроля в Москве и Московской области в 1917—1931 гг.; Деятельность органов строительного контроля Москвы в 1932—1941 гг.; Органы строительного контроля Москвы в 1942—1961 гг. // Госархстройнадзор Москвы: история и современность. М.: Изд-во Главархива Москвы, 2005. С. 96-151.
- Отечественная война 1812 года в культурной памяти России: коллективная монография / Л. В. Мельникова, С. С. Секиринский, А. А. Подмазо , А. В. Голубев, Н. Н. Аурова. М.: Кучково поле, 2012. 450 с.

### Статьи
- Запад глазами советского общества (Основные тенденции формирования внешнеполитических стереотипов в 30-х годах) // Отечественная история. 1996. № 1. С. 104—120.
- Россия, век ХХ-й… // Отечественная история. 1997. № 5. С. 80-92.
- Das Bild der sowjetischen Vergangenheit in den russlandischen Schulbuchern der letzten Jahre // Auf den Kehrichthaufen der Geschichte? Der Umgang mit der sozialistischen Vergangenheit. Hannover: Hann., 1999. P. 103—113.
- «Весь мир против нас»: Запад глазами советского общества 1930-х годов // Труды Института российской истории РАН. 1997—1998. Выпуск 2. М., 2000. С. 286—323.
- Totalitni rezim v SSSR // Slovansky prehled. Review for Central, Eastern & Southeastern European History. 2000. N 4. P. 491—504.
- Межвоенная Европа глазами советской карикатуры // Европа (Варшава). 2003. Том 3. № 3 (8). С. 125—169.
- Stalinism and Soviet Society // Mass Dictatorship: Between Coercion and Consent. Seoul,2004. Р. 380—402. (на корейском языке).
- «Добро пожаловать или посторонним вход воспрещен»: к вопросу о закрытости межвоенного советского общества // Отечественная история. 2004. № 4. С. 32-53.
- «Der bleistiftbewaffnete Wachposten». Deutschland und die Deutschen in der sowjetischen politischen Karikatur 1922 bis 1939 // Sturmische Aufbruche und enttauschte Hoffnungen. Russen und Deutsche in der Zwischenkriegszeit. Munchen: Wilhelm Fink Verlag,2006. P. 109—134.
- Советское общество и «военные тревоги» 1920-х годов // Отечественная история. 2008. № 1. С. 36-58.
- «Россия может полагаться лишь на саму себя»: представления о будущей войне в советском обществе 1930-х годов // Отечественная история. 2008. № 5. С. 108—127.
- On the Cultural Stereotypes of the Soviet Society: Formation, Features & Evolution // Collected Papers of History Studies. 2009. N 3. P.3-9 (на китайском языке).
- «Мы ждали второго фронта»: союзники глазами советского общества в годы Второй мировой войны // Российская история. 2009. № 6. С. 3-27.
- «Часовой, вооруженный карандашом». Германия и немцы в советской политической карикатуре (1922—1939 гг.) // Россия и Германия в XX веке. Т.2. Бурные прорывы и разбитые надежды. Русские и немцы в межвоенные годы. М.: АИРО-ХХ1. 2010. С. 85-105.
- Союзники по антигитлеровской коалиции в массовом сознании советского общества в годы войны // Великая война и Великая Победа народа. М.: Академкнига,2010. В 2 кн. Кн.1. С. 276—316.
- The Image of the Eastern Europe in the Soviet Caricature of the 19120s and 1930s (in the Published Material of Krokodil) // Images of the Other in Ethnic Caricatures of Central and Eastern Europe. Warsaw: IAE PAS,2010. P. 212—233.
- Советская культурная дипломатия 1930-х годов // Проблемы российской истории. М.; Магнитогорск, 2010. Вып. X. С. 182—206.
- Советское общество: гражданское, тоталитарное, иное?.. // Гражданогенез в России. Книга 2. Брянск: Курсив, 2010. С. 150—174.

### Учебные пособия
- Древний мир глазами современников и историков. Ч. 1-2. М., 1994. 480 с. (Ответственный редактор; в соавторстве с группой авторов)
- Универсальная энциклопедия для юношества. Цивилизации. М.: Современная педагогика,2000. (В соавторстве).
- Российская история. М.: РОСМЭН, 2007. 416 с. (в соавторстве)
- История России: энциклопедия. М.: РОСМЭН, 2008. 128 с. (в соавторстве)
- История России. М.: РОСМЭН, 2008. 96 с. 7 п.л. (в соавторстве)
- История России: энциклопедия. М.: РОСМЭН, 2009. 128 с. (в соавторстве)
- История России. М.: РОСМЭН, 2010. 96 с. (в соавторстве)

### Литературные сочинения
- Тридцатая осень. Стихи и поэмы. Тула, Приокское издательство, 1992. 62 с.
- Август. Стихи и поэмы. М.: Летний сад, 2004. 128 с.
- Полынья меж временами. Стихи разных лет. М.: Нонпарель, 2014. 58 с.
- След «бича». Повесть. М., Отечество, 1992. 95 с. (в соавторстве с И. Афанасьевым; под псевдонимом).
- Паутина. Роман. М., ЭКСМО, 1996. 432 с. (20,5 п.л.; в соавторстве с И. Афанасьевым; под псевдонимом).
- Точка в океане. Повесть // Пограничник. 1998. № 3-4. (в соавторстве с И. Афанасьевым; под псевдонимом).